# 薩南科羅吉圖穆
薩南科羅吉圖穆（法語：Sanankoro Djitoumou），是馬里的城鎮，位於該國西南部，由庫利科羅區的卡蒂省負責管轄，面積630平方公里，海拔高度342米，2009年人口13,382，人口密度每平方公里21.24人。